# União das Freguesias de Sequeade e Bastuço (São João e Santo Estêvão)
União das Freguesias de Sequeade e Bastuço (São João e Santo Estêvão), kürzer Sequeade e Bastuço (São João e Santo Estêvão), ist eine Gemeinde (Freguesia) im Kreis Barcelos im Norden Portugals.
In der Gemeinde leben 1.916 Einwohner auf einer Fläche von 6,34 km² (Stand nach Zahlen von 2011).
Die Gemeinde entstand im Zuge der Gebietsreform in Portugal am 29. September 2013 durch Zusammenlegung der beiden bisherigen Gemeinden Sequeade, São João de Bastuço und Santo Estêvão de Bastuço. Sequeade wurde Sitz der Gemeinde.